# Stockholm Calling (album)
Stockholm Calling är sångerskan Sophia Somajos första EP, släppt den 25 september 2007.

## Låtlista
1. "Dig This" (Intro)
2. "Stockholm Calling"
3. "Versatile"
4. "Re:bound"
5. "The Proposition"
6. "Barry the Bastard" (Freestyle with friends)